# 雙帶弄蝶
雙帶弄蝶（學名：Lobocla bifasciatus），又名白紋弄蝶、帶挵蝶、前黃弄蝶。是一種小型蝴蝶，分布於東部古北界（中南半島至中國、朝鮮、烏蘇里地區），屬於弄蝶科（Hesperiidae）。

## 描述
雙帶弄蝶翅膀為暗灰黑色。前翅具有一條由五個斑點組成的透明白色橫帶，斑點之間被翅脈分隔，該橫帶在第1翅脈前結束。前翅腹面在三個端部斑點前方呈灰紫色。後翅腹面具三條不明顯的橫帶，外緣在邊緣前有灰紫色粉末狀分布。

## 分佈
該物種廣泛分布於北亞地區，包括朝鮮、阿穆爾地區及中國北部，僅不見於極北地區。
在臺灣地區主要分布於臺灣本島中海拔地區。

## 習性
主要棲息於常綠闊葉林，一年一世代，成蝶於夏季出沒，喜歡訪花。冬季以幼蟲形態越冬，幼蟲以豆科植物如脈葉木藍、山黑扁豆和苗栗野紅豆為食。